# Indonesisk chacunda
Indonesisk chacunda (Anodontostoma selangkat) är en fiskart som först beskrevs av Pieter Bleeker 1852.  Indonesisk chacunda ingår i släktet Anodontostoma och familjen sillfiskar. IUCN kategoriserar arten globalt som otillräckligt studerad. Inga underarter finns listade i Catalogue of Life.